# Immortalis
Immortalis es un álbum de estudio de la banda de thrash metal estadounidense Overkill, publicado en 2007 por el sello Bodog Records. Vendió alrededor de 2.800 copias en su primera semana de lanzamiento en los Estados Unidos.

## Lista de canciones
1. "Devils in the Mist" - 4:34
2. "What It Takes" - 4:28
3. "Skull and Bones" - 5:54
4. "Shadow of a Doubt" - 4:51
5. "Hellish Pride" - 5:16
6. "Walk Through Fire" - 4:08
7. "Head On" - 5:21
8. "Chalie Get Your Gun" - 4:28
9. "Hell Is" - 4:40
10. "Overkill V... The Brand" - 5:36

## Créditos
- Bobby "Blitz" Ellsworth - voz
- D.D. Verni - bajo
- Dave Linsk - guitarra
- Derek Tailer - guitarra
- Ron Lipnicki - batería

## Listas
| Lista (2007)      | Posición |
| ----------------- | -------- |
| Top Heatseekers   | 9        |
| Top Independiente | 33       |